# ISO 3166-2:CN
ISO 3166-2:CN is een ISO-standaard met betrekking tot de zogenaamde geocodes. Het is een subset van de ISO 3166-2 tabel, die specifiek betrekking heeft op China.
De gegevens werden tot op 26 november 2018 geüpdatet op het ISO Online Browsing Platform (OBP). Hier worden gedefinieerd:
23 provincies - province (en) / province (fr) / sheng (zh) –
5 autonome regio’s - autonomous region (en) / région autonome (fr) / zizhiqu (zh) –
2 bijzondere administratieve regio’s - special administrative region (en) / région administrative spéciale (fr) / tebie xingzhengqu (zh) –
4 gemeenten - municipality (en) / municipalité (fr) / shi (zh) –
Volgens de eerste set, ISO 3166-1, staat CN voor China, het tweede gedeelte is een tweecijferig nummer.

## Codes
| Code  | Naam                       | Categorie                      |
| ----- | -------------------------- | ------------------------------ |
| CN-AH | Anhui Sheng                | provincie                      |
| CN-BJ | Beijing Shi                | gemeente                       |
| CN-CQ | Chongqing Shi              | gemeente                       |
| CN-FJ | Fujian Sheng               | provincie                      |
| CN-GS | Gansu Sheng                | provincie                      |
| CN-GD | Guangdong Sheng            | provincie                      |
| CN-GX | Guangxi Zhuangzu Zizhiqu   | autonome regio                 |
| CN-GZ | Guizhou Sheng              | provincie                      |
| CN-HI | Hainan Sheng               | provincie                      |
| CN-HE | Hebei Sheng                | provincie                      |
| CN-HL | Heilongjiang Sheng         | provincie                      |
| CN-HA | Henan Sheng                | provincie                      |
| CN-HB | Hubei Sheng                | provincie                      |
| CN-HN | Hunan Sheng                | provincie                      |
| CN-JS | Jiangsu Sheng              | provincie                      |
| CN-JX | Jiangxi Sheng              | provincie                      |
| CN-JL | Jilin Sheng                | provincie                      |
| CN-LN | Liaoning Sheng             | provincie                      |
| CN-MO | Macau SAR                  | speciale administratieve regio |
| CN-NM | Nei Mongol Zizhiqu         | autonome regio                 |
| CN-NX | Ningxia Huizi Zizhiqu      | autonome regio                 |
| CN-QH | Qinghai Sheng              | provincie                      |
| CN-SN | Shaanxi Sheng              | provincie                      |
| CN-SD | Shandong Sheng             | provincie                      |
| CN-SH | Shanghai Shi               | gemeente                       |
| CN-SX | Shanxi Sheng               | provincie                      |
| CN-SC | Sichuan Sheng              | provincie                      |
| CN-TW | Taiwan Sheng               | provincie                      |
| CN-TJ | Tianjin Shi                | gemeente                       |
| CN-HK | Xianggang Tebiexingzhengqu | speciale administratieve regio |
| CN-XJ | Xinjiang Uygur Zizhiqu     | autonome regio                 |
| CN-XZ | Xizang Zizhiqu             | autonome regio                 |
| CN-YN | Yunnan Sheng               | provincie                      |
| CN-ZJ | Zhejiang Sheng             | provincie                      |